# Авај сир Сеш
Авај сир Сеш (фр. Availles-sur-Seiche) насеље је и општина у северозападној Француској у региону Бретања, у департману Ил и Вилен која припада префектури Рен.
По подацима из 2011. године у општини је живело 698 становника, а густина насељености је износила 63,11 становника/km². Општина се простире на површини од 11,06 km². Налази се на средњој надморској висини од 80 метара (максималној 89 m, а минималној 52 m).

## Демографија
| 1962. | 1968. | 1975. | 1982. | 1990. | 1999. | 2011. |
| ----- | ----- | ----- | ----- | ----- | ----- | ----- |
| 443   | 475   | 448   | 433   | 425   | 512   | 698   |

График промене броја становника у току последњих година